# Le Colis
Pour plus de détails, voir Fiche technique et Distribution.
Le Colis  est un film québécois réalisé par Gaël d'Ynglemare, sorti en 2011.

## Synopsis
Michel, un petit coursier criblé de dettes à qui la vie ne sourit pas beaucoup et Jacques, un joueur compulsif, gestionnaire et propriétaire immobilier à qui la vie souriait pourtant beaucoup. Deux êtres étrangement réunis à la croisée des mauvais chemins.

## Fiche technique
- Titre : Le Colis
- Réalisation : Gaël d'Ynglemare
- Scénario : Gaël d'Ynglemare  et Jean-Marie Corbeil (dialogues)
- Photographie : Jean-François Lord
- Montage : Gaël d'Ynglemare
- Musique : Guy Kayes et Jean-François Lemieux
- Direction artistique : Marjorie Rhéaume
- Costumes : Valérie Gagnon-Hamel
- Société de distribution : Les Films Séville[1]
- Budget : 1 800 000$ CAN
- Format : 35mm
- Genre : Drame policier
- Durée : 135 minutes
- Langue : français
- Date de sortie :
  - Canada (Québec) : 1er avril 2011

## Distribution
- Emmanuel Bilodeau : Michel Beaulieu
- Gildor Roy : Jacques St-Louis
- Sylvie Léonard : Johanne
- Jean-Marie Corbeil : Shotgun
- Evelyne de la Chenelière : Lucie
- Alice Morel-Michaud : Jade
- François Léveillé : Boudreau le policier
- Christine Harvey : La secrétaire de St-Louis
- Paul Doucet : Éric St-Louis
- Luc Senay : L'huissier Beauregard
- Pierrette Robitaille : La conseillère financière
- Jean-François Mercier : L'employé du téléphone
- Pierre Verville : L'amoureux chez Rocky
- Bruno Landry : Monsieur Nicol
- Tristan Dubois : Monsieur Casgrain
- Janine Sutto : Madame Dubé